# 伦达湾 (日本海)
伦达湾（俄语：Залив Рында）是日本海的海湾，属滨海边疆区捷尔涅伊区，伸入陆地6公里，入口宽9.3公里，面积38.6平方公里，岸长24.4公里，深达30米。它以伦达号护卫舰命名。吉吉托夫卡河注入它。